# Острожки манастир
Острожкият манастир e света обител в Черна гора. Манастирът е сред най-сакралните места за поклонение в Черна гора. Основан през 17 век от свети Василий Острожки, който бил епископ на Херцеговина, и чийто положени в манастира мощи се смятат за чудотворни.
Манастирът е построен на 1700 м. надморска височина, но преди това каменните пещери в Острог служели за убежище на монаси от древни времена. Почти отвесните скали, на които се е облега, впечатляват допълнително.
Днешния вид на манастира е от 1923-1926 г., когато след пожар главната част от комплекса изгаря. Запазват се две скални църкви. Иконостастите са от края на 17 век. Другата църква е посветена на светия кръст и се намира на горния край на манистира. Тя е изографисана от зограф Радул. Около манастира са монашеските постройки, в които може да се отсяда.
Манастирът е място за поклонение не само от православни християни, но и от католици и мюсюлмани, заради вярата в чудотворните мощи на св. Василий Острожки които се съхраняват в него.